# Moby Zaza
Die Moby Zaza ist ein Fährschiff der Reederei Moby Lines.

## Geschichte
Das Schiff wurde 1981/82 als Olau Britannia, wie auch das Schwesterschiff, die Olau Hollandia, auf der Werft AG Weser Seebeckwerft in Bremerhaven für die Olau Line, einer Tochter der TT-Line, gebaut.

### 1982–1990:Olau Britannia(Olau Line)
Das Schiff war von 1982 bis 1990 für Olau Line auf der Strecke Vlissingen – Sheerness im Einsatz. Nach dem Erfolg der Linie bestellt Olau Line 1988 und 1989 zwei größere Schiffe für die Strecke und gab im Gegenzug die beiden alten Schwesterschiffe bei der Schichau Seebeckwerft in Zahlung.
1989 wurde die Olau Britannia an die Reederei Fred. Olsen Lines verkauft, verblieb aber bis zur Ablieferung der neuen Olau Britannia im Mai 1990 auf der Strecke zwischen Vlissingen und Sheerness.

### 1990:Bayard(Fred. Olsen Lines)
Im Jahr 1990 wurde das Schiff in Bayard umgetauft und bei Blohm & Voss umgebaut. Am 21. Juni 1990 nahm die Bayard den Liniendienst zwischen Hirtshals und Kristiansand auf. Im Winter wurde es zwischen Hirtshals und Oslo eingesetzt.

### 1990–2008:Christian IV(Color Line)

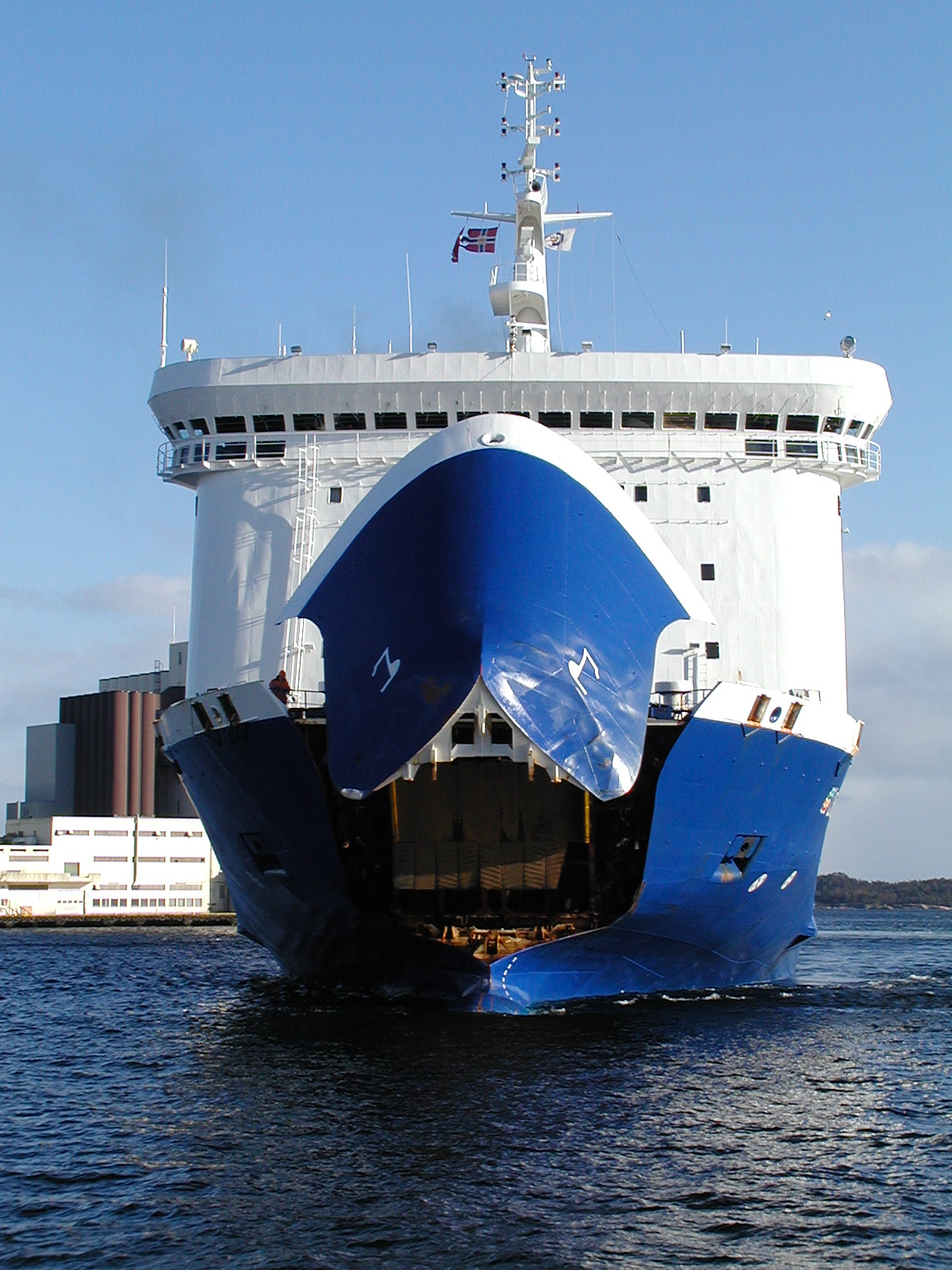
Christian IV beim Anlegemanöver in Kristiansand

Im Dezember 1990 übernahm die Color Line den Fährbetrieb von Fred. Olsen und nannte das Schiff im Januar 1991 in Christian IV um. Sie wurde zunächst zwischen Oslo und Hirtshals eingesetzt. Im April 1994 wechselte das Schiff auf die Route Hirtshals – Kristiansand. Im März 1995 wurde die Christian IV für eine Woche zwischen Kiel und Moss eingesetzt. In den Jahren 1999 und 2005 erfolgten leichte Umbauten bei der Fredericia Værft, bzw. bei Remontowa in Danzig, so zum Beispiel 2005 der Anbau des „Ducktails“, um die Stabilität des Schiffs zu verbessern.
Nach der Indienststellung der SuperSpeed 1 im März 2008 wurde die Christian IV zunächst in Sandefjord aufgelegt und ab April 2008 als Ersatz für die verkaufte Peter Wessel auf der Route Hirtshals – Larvik eingesetzt.
Am 20. Mai 2008 teilte Color Line mit, dass die Christian IV für umgerechnet 13 Mio. Euro an die Reederei Stella Naves Russia OY Ltd. verkauft wurde. Mit dem Verkauf des Schiffes sei die Umstrukturierung der Flotte abgeschlossen, so die Color Line.
Im Juni 2008 wurde sie auf der Route Hirtshals – Larvik von dem Neubau SuperSpeed 2 abgelöst und ab Mitte Juni 2008 in Sandefjord aufgelegt.

### 2008:Julia(Stella Lines)
Im Juli 2008 wurde das Schiff an den neuen Eigner übergeben und in Julia umbenannt. Ab August 2008 wurde es auf der Route St. Petersburg – Helsinki eingesetzt. Ab Anfang Oktober 2008 lag es nach Einstellung der Strecke in Kotka auf und wartete auf eine neue Beschäftigung bzw. einen neuen Eigentümer. In zwei Zwangsversteigerungen wurde der Mindestpreis jeweils nicht erreicht. Am 4. April 2009 wurde bekannt, dass die finnische Bank als momentane Eigentümerin der Julia dem Verkauf an eine irische Initiative, die den Fährverkehr zwischen Swansea und Cork wieder aufleben lassen wollte, zugestimmt hatte.

### 2009–2011:Julia(Fastnet Line)
Nach endgültiger Zustimmung der Gläubigerversammlung wurde die Julia am 16. September 2009 nach Irland überführt und nach Probeanläufen in Swansea zunächst seit dem 25. September 2009 in Cork aufgelegt. Seit dem 1. März 2010 wurde das Schiff für die Reederei Fastnet Line zwischen Swansea und Cork eingesetzt.
Im November 2011 wurde der Dienst aus Kostengründen eingestellt und das Schiff Anfang 2012 verkauft.

### 2012 bis 2015:Wind Perfection(C-Bed)
Das niederländische Unternehmen C-Bed, kaufte das Schiff am 2. April 2012 und ließ es in ein Wohnschiff umbauen. Es wurde u. a. in Hoofdorp als Wohnschiff für Arbeiter und Offshore-Hilfsschiff in zu errichtenden Offshore-Windparks eingesetzt.

### Seit 2015:Moby Zaza(Moby Lines)
Das Schiff wurde an Moby Lines verkauft und im Dezember 2015 in Moby Zaza umbenannt. Ab Juni 2016 bediente es die Route Nizza – Bastia.
Am 13. August 2016 brach in Nizza im Maschinenraum ein Feuer aus, wobei die Maschinenanlage beschädigt wurde. Im Zuge der erforderlichen Ersatzes der Generatoren erhielt das Schiff 2017 vier neue Wärtsilä-Dieselmotoren, Meerwasserkühlsysteme und ein neues Abgas- und Treibstoffsystem.
Zeitweise verkehrte die Fähre auf der Route Genua–Bastia. Mittlerweile bedient sie zusammen mit der Moby Dada die Route Civitavecchia – Cagliari.
Ab Mai 2020 wurde das Schiff von der italienischen Regierung angemietet, um als Quarantäneschiff für die Bootsmigranten zu fungieren, die während des Versuchs nach Europa zu gelangen von anderen Schiffen wie der Ocean Viking im Zuge der Seenotrettung aufgenommen wurden. Die Geretteten wurden auf dem Schiff medizinisch versorgt und verbrachten dort während der COVID-19-Pandemie in Italien die vorgeschriebene Quarantänezeit.
2022 und 2023 war das Schiff vorübergehend an Baleària bzw. SNAV verchartert und ab Oktober 2023 aufgelegt. Ab Januar 2024 war es vorübergehend an Jadrolinija für den Einsatz zwischen Split und Ancona verchartert.